# Radioactive
Radioactive – to utwór rock alternatywnej amerykańskiej grupy Kings of Leon, wydany 14 września 2010 roku jako pierwszy singel z ich piątego albumu studyjnego zatytułowanego Come Around Sundown. Utwór został napisany przez grupę, a wyprodukowany przez Angelo Petraglia oraz Jacquire Kinga. Singel zadebiutował na piątym miejscu na liście Irish Singles Chart i siódmej pozycji w UK Singles Chart.

## Notowania
| Lista (2010)                            | Najwyższa pozycja |
| --------------------------------------- | ----------------- |
| Australia (Top 50 Singles)              | 19                |
| Austria (Ö3 Austria Top 40)             | 36                |
| Belgia (Flandria) (Ultratop 50 Singles) | 22                |
| Belgia (Wallonia) (Ultratip 50 Singles) | 15                |
| Kanada (Billboard Canadian Hot 100)     | 19                |
| Europa (European Hot 100)               | 24                |
| Niemcy (Top 100 Singles)                | 41                |
| Irlandia (Top 50 Singles)               | 5                 |
| Holandia (Single Top 100)               | 36                |
| Nowa Zelandia (Top 40 Singles)          | 10                |
| Szwecja (Top 60 Singles)                | 53                |
| Wielka Brytania (Singles Top 100)       | 7                 |
| Stany Zjednoczone (Hot 100)             | 37                |
| Stany Zjednoczone (Alternative Songs)   | 1                 |